# Oleg Morozov
Pour les articles homonymes, voir Oleg Morozov (homme politique) et Morozov.
 (mai 2020).
Oleg Morozov (en russe : Олег Анатольевич Морозов, né le 14 mai 1975) est un acteur russe de théâtre et de cinéma.